# Hi-tv
Hi-tv fue un servicio de televisión digital terrestre operado por Servicios y Mantenimiento del Futuro en Televisión, una compañía, que usa como marca comercial el nombre de "Salinas Digital Video", con un acuerdo especial con Nagravisión. 

## Antecedentes
Nace el 19 de abril de 2009, como un producto de "Servicios y Mantenimiento del Futuro en Televisión, S.A de C.V.", propiedad de Grupo Salinas.
En octubre de ese mismo año (2009) se dio a conocer que Walmart y Viana llegaron a un acuerdo con Servicios y Mantenimiento del Futuro en Televisión para la comercialización del producto; sin embargo, Tiendas Viana abandonó el acuerdo. Posteriormente se comercializó en la cadena de supermercados Bodega Aurrera, Elektra, entre otros.

## Características del servicio
El sistema consiste en un dispositivo decodificador especial (STB) que al momento del lanzamiento tuvo un costo de $1,999.00 MXN. El decodificador capta las señales digitales de televisión abierta en el sistema ATSC, además de canales cifrados con el sistema Nagravisión. 
Este sistema sintonizaba 22 canales en la Ciudad de México, 14 en Guadalajara, 15 en Monterrey y 17 en Tijuana. Hi-TV recibe los canales que estén transmitiendo en digital. Los canales que recibía al sistema, en el principio, eran agrupados en dos paneles, que eran Hi-TV Abierto y Hi-TV Básico (los cuales se dice que podían intercambiar sin costo); sin embargo, hoy están en un solo panel.
Utilizando la característica de sistema de multiplexación del sistema ATSC, los canales concesionados a TV Azteca (o en el caso de XHTVM, administrados por la televisora) transmitirían subcanales utilizando el cifrado del sistema Nagravisión, con lo que se esperaba ofrecer servicios de pago exclusivos en la plataforma. Debido a que no pudieron obtener los permisos para emitir con cifrado, sólo se ofrecieron los canales del "paquete" Hi-TV Básico, los cuales estaban en el sistema ATSC Standard A/72 o MPEG-4, standard que no está implementado en la mayoría de los televisores digitales comercializados en México, con lo que se hacía "indispensable" la adquisición del sistema para poder sintonizar estos canales.

## Controversia y suspensión del servicio
Hi-tv ha generado controversia en su servicio que, según el testimonio de la Canitec y de Grupo Televisa se encuentra operando en contra de la ley, por lo cual la Comisión Federal de Telecomunicaciones empezó a tomar cartas en el asunto. Grupo Salinas argumenta que no viola su concesión y también argumenta que su producto ayudaría a México a acelerarse para el apagón analógico.
El 15 de diciembre, la Cofetel resolvió el asunto a favor de Hi-TV al encontrar que se encuentra en el marco legal correcto para prestar el servicio ya que es un servicio de televisión abierta digital que ocupa su respectivo espectro de frecuencia.
El 23 de febrero de 2010, la Secretaría de Comunicaciones y Transportes demandó a TV Azteca y a Televisora del Valle de México por vender un dispositivo (mencionado oficialmente como "servicio de telecomunicaciones") sin concesión. Por lo anterior, la SCT resuelve imponer a cada concesionaria una multa de 4 millones 453 mil 150 pesos y ordena suspender las transmisiones.

### Canales ofrecidos por el sistema
Esta es una lista de los canales que ofrecía el sistema HI-TV en la Ciudad de México en 2009. El sistema reposicionaba los canales independientemente del canal virtual, mientras que en otros eliminaba el punto para formar el canal, es decir, el canal virtual 2.1 se convertía en 21, por ejemplo.
| Canal                  | Número de canal TDT (ATSC) | Canal del decodificador |
| ---------------------- | -------------------------- | ----------------------- |
| Azteca 13              | 13.1 XHDF-TDT              | 1                       |
| Azteca 7               | 7.1 XHIMT-TDT              | 2                       |
| Proyecto 40            | 40.1 XHTVM-TDT             | 3                       |
| Azteca Novelas         | 13.3 XHDF-TDT              | 4                       |
| Azteca 13 -2 Hrs.      | 40.7 XHTVM-TDT             | 5                       |
| Azteca 7 -2 Hrs.       | 40.2 XHTVM-TDT             | 6                       |
| Frisbee                | 7.5 XHIMT-TDT              | 7                       |
| KW                     | (No disponible)            | 8                       |
| Antena.Neox            | 7.2 XHIMT-TDT              | 9                       |
| The Fight Network      | (No disponible)            | 10                      |
| Pam Bol                | (No disponible)            | 11                      |
| Rumba TV               | (No disponible)            | 12                      |
| V-me                   | (No disponible)            | 13                      |
| NTN24                  | 40.3 XHTVM-TDT             | 16                      |
| Pelimania              | 13.4 XHDF-TDT              | 17                      |
| Canal de las Estrellas | 2.1 XEW-TDT                | 21                      |
| Foro TV                | 4.1 XHTV-TDT               | 41                      |
| Canal 5                | 5.1 XHGC-TDT               | 51                      |
| Cadena Tres            | 40.6 XHTVM-TDT             | 74                      |
| Galavisión             | 9.1 XEQ-TDT                | 91                      |

Los canales cambiaban de posición constantemente al igual que la oferta de estos. Algunos televisores capaces de sintonizar MPEG-4, también lograban sintonizar estos canales mientras que otros televisores sólo captaban el audio. Los canales Cadena Tres y Televisión Mexiquense que no contaban con señal digital propia, también llegaron a ser transmitidos en los subcanales de las estaciones de TV Azteca para ser vistos con los equipos Hi-Tv.
Actualmente, los canales de TV Azteca sólo transmiten un subcanal bajo el ATSC Standard A/53 o MPEG-2, con su debida autorización por el IFT.